# Krigsfotografen
Krigsfotografen er en dansk dokumentarfilm fra 2019 instrueret af Boris Benjamin Bertram og produceret af Katrine A. Sahlstrøm for Good Company Pictures. Filmen omhandler krigsfotograf Jan Grarup.

## Medvirkende
- Jan Grarup
- Viola Walsøe Grarup
- Elias Sekjær Grarup
- Marikka Sekjær Grarup
- Olivia Sekjær Grarup
- Bernard-Henri Lévy
- Rebin Rozhbayane
- Eddy van Wessel
- Arne Hantho
- Osie Greenway
- Alice Legarth Smith
- Marie Bitsch-Larsen